# Irwiniella sequens
Irwiniella sequens är en tvåvingeart som beskrevs av Walker 1852. Irwiniella sequens ingår i släktet Irwiniella och familjen stilettflugor. Inga underarter finns listade i Catalogue of Life.